# کارتینگ

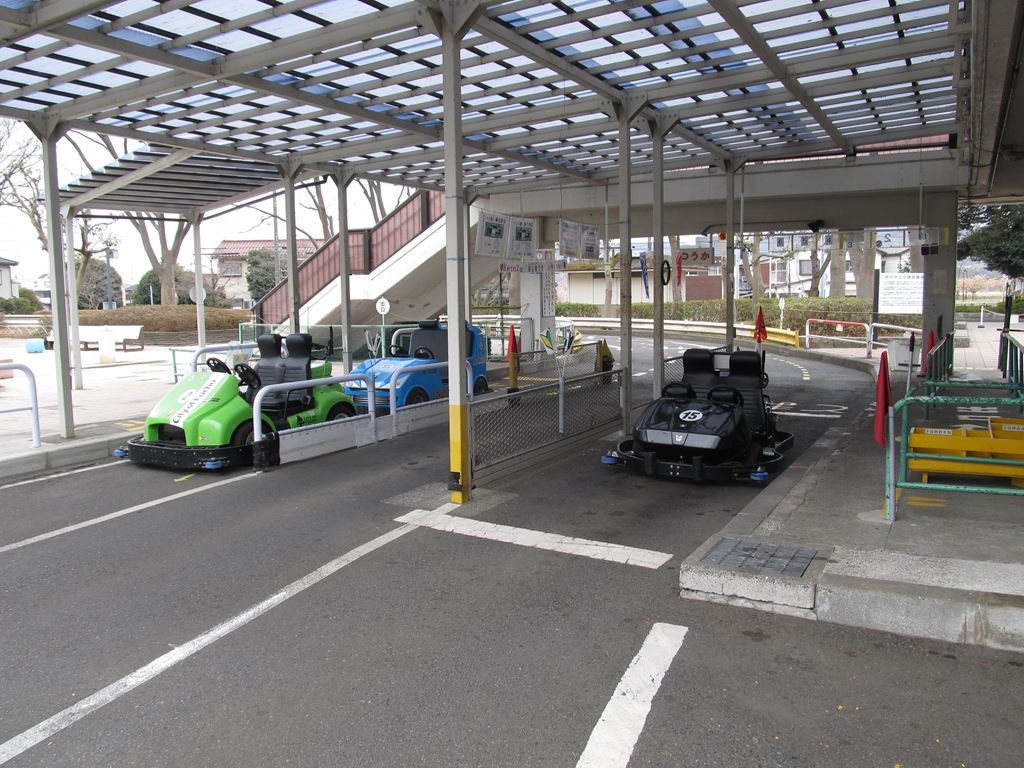
یک پیست کارتینگ در ژاپن

کارتینگ یا مسابقه کارتینگ نوعی از ورزش موتوری با خودروهای چرخ‌باز است. این‌گونه خودروهای چهارچرخه کوچک و چرخ‌باز کارت نام دارند. با ماشین‌های کارت معمولاً در مسیرهای کارت‌سواری که در مقیاسی کوچک نسبت به بزرگ‌راه‌های واقعی ساخته می‌شوند مسابقه داده می‌شود. کارتینگ معمولاً به عنوان قدم اول در مسیر رسیدن به ورزش‌های پرخرج‌تر خودروسواری به‌شمار می‌آید. اگر مسیرگاه کارتینگ درون یک ساختمان باشد به این نوع کارتینگ، کارتینگ سرپوشیده (Indoor Karting) گفته می‌شود.
کارتینگ در کشور ایران توسط مدرسه فرمولا آموزش داده می‌شود که در مجموعه ورزشی آزادی واقع شده است. برای راننده کارتینگ حرفه ای شدن ابتدا باید گواهینامه D و سپس گوهینامه C را دریافت کنید.
پس از گرفتن گواهینامه های فوق باید کارت شخصی خودتان را تهیه کنید تا مجاز به شرکت در مسابقات باشید.
از اشخاص معروف در کارتینگ ایران میتوان به فرهاد موسوی، جواد موسوی، سعید صادقی، هوتن کافی، حامد کافی، فرزاد زنبقی و ... اشاره کرد.